# The Block Brochure: Welcome to the Soil 4
The Block Brochure: Welcome to the Soil 4 è il ventesimo album del rapper statunitense E-40. Pubblicato il 10 dicembre 2013 assieme a The Block Brochure: Welcome to the Soil 5 e The Block Brochure: Welcome to the Soil 6 sotto l'etichetta Heavy On The Grind Entertainment, vede la partecipazione di Ty Dolla Sign, Chris Brown, Young Dro e Juicy J.
L'album entra nella Billboard 200 e nella chart dedicata agli album R&B/Hip-Hop.
| Recensione | Giudizio |
| ---------- | -------- |
| AllMusic   | [ 1 ]    |
| HipHopDX   | [ 2 ]    |

## Tracce
1. Bamboo – 3:34 (musica: JHawk)
2. Bendin Corners (Skee Skert) – 3:36 (musica: Lil Bonez)
3. Chitty Bang (featuring Juicy J & Ty Dolla Sign) – 3:13 (musica: Tone Bone)
4. Yellow Gold (featuring Droop-E & Work Dirty) – 3:35 (musica: DecadeZ)
5. Shit Like That (featuring Young Dro & Spodee) – 4:36 (musica: DJ Plugg)
6. Ball Out (featuring NHT Boyz) – 3:52 (musica: ReeceBeats)
7. Episode (featuring T.I. & Chris Brown) – 3:52 (musica: Disko Boogie)
8. Got That Line – 4:36 (musica: The World Famous D-Boy)
9. Thirsty (featuring King Harris) – 3:41 (musica: Scott Swoosh)
10. Tree in the Load (featuring Cousin Fik & Choose Up Cheese) – 3:46 (musica: Droop-E)
11. Candlelight – 3:27 (musica: Sho Nuff)
12. Stompdown (skit) – 0:18
13. By Any Means (featuring Webbie & J. Stalin) – 3:40 (musica: DecadeZ)
14. Money On My Mind (featuring Bosko) – 4:01 (musica: Bosko)
15. Home Again (featuring Mike Marshall) – 5:53 (musica: Droop-E)

Durata totale: 55:40

## Classifiche

### Classifiche settimanali
| Classifica (2013)         | Posizione massima |
| ------------------------- | ----------------- |
| Stati Uniti               | 136               |
| US Top R&B/Hip-Hop Albums | 19                |